# Брессани, Рикардо
Рикардо Брессани (Ricardo Bressani Castignoli; 28 сентября 1926, Гватемала — 30 января 2015, там же) — гватемальский ученый, биохимик. Член-основатель TWAS (1983) и иностранный член НАН США (1978), член АН Гватемалы.
Кавалер Большого креста Ордена Кетцаля (1999), высшей награды Гватемалы. Лауреат Premio México de Ciencia y Tecnología (2001).
Окончил в США Дейтонский университет (бакалавр химии, 1948) и Университет штата Айова (магистр, 1951). Степень доктора философии по биохимии получил в 1956 году в Университете Пердью (США), куда попал благодаря гранту фонда Рокфеллера. Был удостоен почётных докторских степеней там, в 1976 году, и в 1991 году — в Universidad del Valle de Guatemala, с которым связан с 1993 года, директор его Центрального исследовательского института науки и технологии питания с 1998 года. С 1993 года эмерит-консультант Института питания Центральной Америки и Панамы (INCAP), где и работал до того.
В 1983 году он стал одним из 42-х членов-основателей Академии наук стран третьего мира, ныне Всемирной академии наук (TWAS).
Подписал «Предупреждение учёных человечеству» (1992).
Среди других наград:
- Babcock-Hart Award[англ.] (1970)
- McCollum Award (1976), American Society for Clinical Nutrition[англ.]
- Премия Альберта Эйнштейна (1984), первый удостоенный[6]
- Abraham Horwitz Award[англ.] (1990)
- Danone International Prize for Nutrition (2003)